# 부산 동아대학교 석조관음보살좌상
석조관음보살좌상(石造觀音菩薩坐像)은 부산광역시 서구, 동아대학교 석당박물관에 있는 불상이다. 2012년 10월 30일 부산광역시의 유형문화재 제119호로 지정되었다.

## 개요
동아대학교박물관 소장 석조관음보살좌상은 부드러운 재질의 석재로 제작한 것으로 보이며, 팔꿈치 양측, 군의 등에 호분과 같은 백색의 안료가 남아 있고, 부분적으로 검은색의 칠과 금빛이 확인되어 원래는 도금이 되었던 것으로 추정된다. 바닥 면 중앙에는 복장공이 노출되어 있는데, 복장유물은 남아 있지 않다.
오른손을 왼손 위에 얹은 변형된 선정인의 수인을 하고, 머리에는 화불이 있는 원통형 보관을 쓴 단정한 모습의 석조관음보살좌상은 좁은 어깨, 어깨와 비슷한 너비로 전체가 사각형에 가까운 하반신의 신체 비례를 가지고 있다. 
이러한 신체적 특징은 우리나라에는 많이 전하지는 않지만 주로 고려시대부터 조선전기까지 집중적으로 나타나는 유형이며, 수인의 형태는 고려시대 작품인 통영 안정사 소장 금동여래좌상 등 다수의 사례들이 남아 있다.
또한 옷 주름은 간략하고 대칭적이며, 양손 아래로 반원형으로 늘어진 옷자락이 특징적인데, 이와 같은 반원형 옷 주름은 통일신라시대 후기부터 등장하지만 고려 말에서 조선 초에 다시 나타나는 특징이다.
동아대학교박물관에서 소장하고 있는 석조관음보살좌상은 하반신이 사각형에 가까운 신체 비례를 가진 점 등 고려시대부터 조선 전기에 이르는 시기의 불상의 특징을 가지고 있고, 고려적인 얼굴과 조선 초기를 전후에 표현된 승각기 또는 군의만 남아있는 가슴 표현 등을 고려하면 조선 초기를 넘지 않은 시기에 조성되었을 것으로 추정된다.
특히, 이 보살상의 신체적 특징은 드문 사례로 고려 석불 등에서 볼 수 있는데, 고려시대 불상 양식의 계승과 조선 초기로 넘어가는 과도기적 특징을 동시에 보여주는 이 보살상은 우리나라 불교조각의 양식사적 흐름을 파악할 수 있는 좋은 자료이다. 

## 참고 자료
- 석조관음보살좌상 - 국가유산청 국가유산포털